# 抚州路
抚州路，元朝时设置的路。
元世祖至元十四年（1277年）改抚州为抚州路。属江西行中书省，治临川县（今江西省抚州市）。辖境相当今江西省抚州市、东乡县、资溪县、崇仁县、乐安县、宜黄县等地。下辖临川县、金溪县、崇仁县、乐安县、宜黄县等州县。龙凤八年（壬寅年，1362年），朱元璋政权改为临川府，不久改抚州府。